# 汪涉云
汪涉云（1934年6月—2018年5月8日），男，汉族，安徽当涂人，中华人民共和国政治人物，曾任安徽省人民政府副省长，安徽省政协副主席。